# Ена (округ)
Округ Ена (итал. Provincia di Enna) је округ у оквиру покрајине Сицилија у јужном Италији. Седиште округа и највеће градско насеље је истоимени град Ена.
Површина округа је 2.562 км², а број становника 173.723 (2008. године).

## Природне одлике
Округ Ена чини средишњи део острва и историјске области Сицилија. То је и једини округ на острву без изласка на море. Он се налази у југозападном делу државе. Округ је махом планинског карактера. На северу се налазе Неброди планине, на западу Мадоније, а на југу Иблејске планине. Између се налазе висоравни и високо положене долине. Главни град округа, град Ена, је уједно највиша окружна престоница у целој Италији (око 950 м н. в.).

## Становништво
По последњим проценама из 2008. године у округу Ена живи преко 170.000 становника и по томе округ најслабије насељен на острву. Густина насељености је мала, испод 70 ст/км². Нижи делови округа у долинама и висоравнима су боље насељени, посебно око града Ене. Виши делови округа су готово пусти.
Поред претежног италијанског становништва у округу живе и известан број досељеника из свих делова света.

## Општине и насеља
У округу Ена ји 20 општина (итал. Comuni).
Најважније градско насеље и седиште округа је град Ена (28.000 ст.) у средишњем делу округа. Други по величини је град Пјаца Армерина (21.000 ст.) у јужном делу округа.